# 里山のつぶ
里山のつぶ（さとやまのつぶ）は、日本のイネの品種名および銘柄名。福島県の中山間地域向け（標高300メートル以上）の良食味品種で出穂期・成熟期は「あきたこまち」に比べ遅く（2日程）なるが、米粒は大きく収量は優れる。冷涼な里山で広く栽培される品種となることを願って名付けられた。耐倒伏性と、いもち病や低温に強いため栽培しやすい品種である。

## 概要
2003年、福島県農業総合研究センターで父「福島14号」× 母「新潟71号（ゆきん子舞）」を交配。2006年、系統番号「郡系762」。2008年、地方番号「福島30号」。2009年、試験栽培を実施。2016年3月23日、新品種「里山のつぶ」を開発したと発表。2017年11月7日、会津若松で新品種試食会。12月16日、販売開始。
- 交配系譜

| 福島14号 | 福島14号 | 福島14号 | 福島14号 | 福島14号                | 福島14号 |  |  | ゆきん子舞 （新潟71号） | ゆきん子舞 （新潟71号） | ゆきん子舞 （新潟71号） | ゆきん子舞 （新潟71号） | ゆきん子舞 （新潟71号） | ゆきん子舞 （新潟71号） |  |  |  |  |  |  |
| 福島14号 | 福島14号 | 福島14号 | 福島14号 | 福島14号                | 福島14号 |  |  | ゆきん子舞 （新潟71号） | ゆきん子舞 （新潟71号） | ゆきん子舞 （新潟71号） | ゆきん子舞 （新潟71号） | ゆきん子舞 （新潟71号） | ゆきん子舞 （新潟71号） |  |  |  |  |  |  |
|          |          |          |          |                         |          |  |  |                         |                         |                         |                         |                         |                         |  |  |  |  |  |  |
|          |          |          |          | 里山のつぶ （福島30号） |          |  |  |                         |                         |                         |                         |                         |                         |  |  |  |  |  |  |